# Manuel de la Revilla

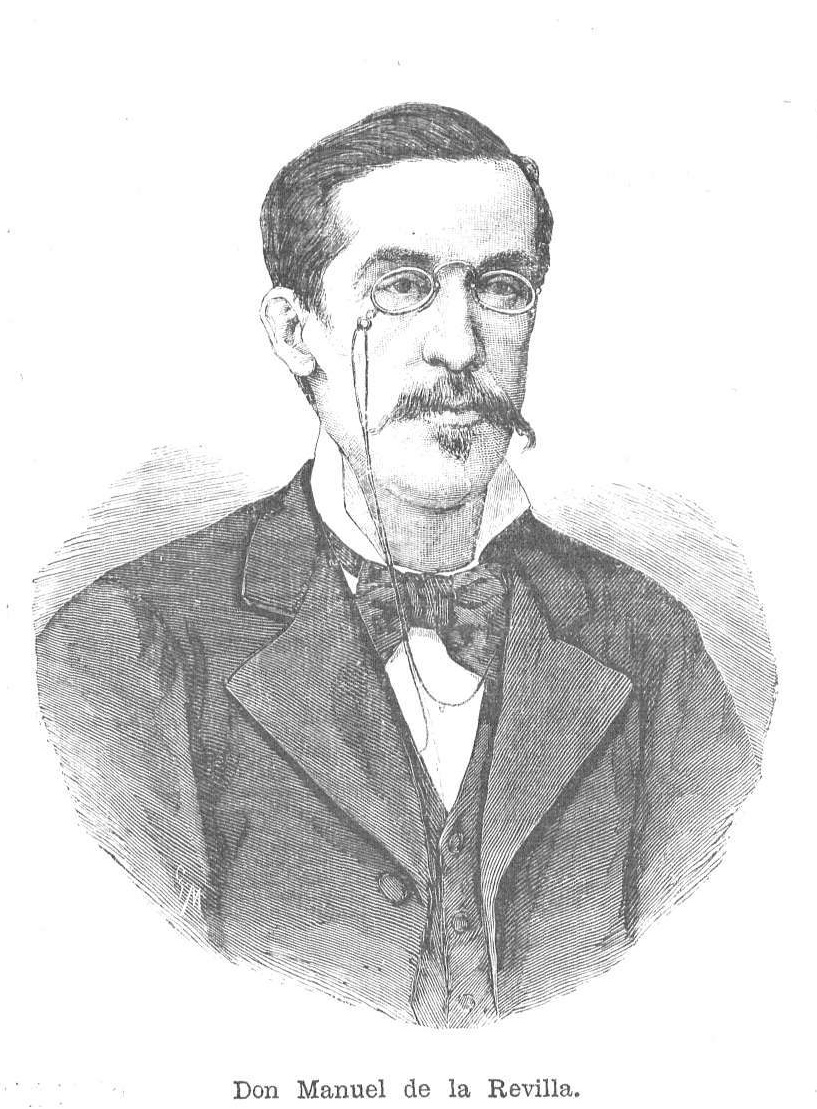
Manuel de la Revilla según grabado aparecido en el diario El Globo, año VII, n.º 2163, 21 de septiembre de 1881.

Manuel de la Revilla y Moreno (Madrid, 24 de octubre (26, según Juan Valera), 1846-El Escorial, 13 de septiembre de 1881) fue un escritor, pensador y crítico literario español, hijo del también crítico José de la Revilla.

## Biografía
Doctor en Derecho y en Filosofía y Letras (1870) por la Universidad Central de Madrid. Se halló desde muy temprano vinculado al Krausismo y a la Institución Libre de Enseñanza, y su pensamiento adquirió por tanto un sesgo neokantiano. En 1875 publicó las Cartas de Julián Sanz del Río a su padre. Catedrático de la Universidad de Madrid al año siguiente, 1876, publicó también en ese año La filosofía española. Tradujo y comentó las obras de René Descartes (1878) y publicó estudios sobre filosofía islámica e india. Colaboró en otros libros con Urbano González Serrano
Como periodista fundó junto con su amigo el poeta Ricardo Blanco Asenjo y Andrés Mellado la revista El Amigo del Pueblo y colaboró con famosas críticas literarias en El Pueblo y El Globo. Fundó con Antonio Peña y Goñi una revista de polémica, La Crítica, que alcanzó enorme éxito. Ejerció también como crítico literario en la Revista Contemporánea; allí además defendió a los periodistas demócratas y republicanos. Fue un activo publicista y un crítico con frecuencia amigo de la polémica; entre los personajes con que sostuvo contiendas intelectuales estuvieron Leopoldo Alas, "Clarín", Marcelino Menéndez Pelayo y Emilia Pardo Bazán. Todos estos artículos críticos fueron recogidos tras su muerte y publicados por el Ateneo de Madrid con el conjunto de sus Obras (1883). Expuso sus ideas estéticas, entre otras obras, en Principios de literatura general (1872). Elaboró un programa de literatura con el krausista Francisco Giner de los Ríos. Escribió también un libro de poemas, Dudas y tristezas (1875). Se considera que Manuel de la Revilla fue el crítico literario más importante de su época junto a Leopoldo Alas, Emilia Pardo Bazán y Marcelino Menéndez Pelayo; en sus Obras aparecen semblanzas críticas de Adelardo López de Ayala, de Hartzenbusch, de Mesonero Romanos, de Echegaray, de Pérez Galdós, de Campoamor y de otros. Diestro como orador, pronunció conferencias en el Ateneo de Madrid y murió a los treinta y cinco años, aquejado de demencia. 
Su poesía, que recogió en le volumen Dudas y tristezas: poesías (Madrid: Imprenta de Medina y Navarro, 1875), acoge hasta veinte doloras al estilo de Campoamor, aunque supera a su modelo, como el propio Campoamor admite en su prólogo; destacan sobre todo los sonetos de tinte social o filosófico, algunos de los cuales son equiparables a los de Antero de Quental por su profundo pesimismo, muy semejante al de su amigo Ricardo Blanco Asenjo, que también murió aquejado de enfermedad mental:
Si de la nada vengo, y en la nada / triste fin ha de hallar mi amarga vida, / y el alma pura que en mi pecho anida / ha de ser en el polvo sepultada; / si es ilusión la gloria deseada / y mentira la dicha prometida, / y el eterno ideal sombra fingida, / del vano sueño en la región forjada; / ¡por qué me diste, bárbaro destino, / esta sed de placeres insaciable / y este ideal de espléndida hermosura, / si al término fatal de la jornada / me ha de arrojar la muerte inexorable / en el abismo de la nada impura?
Nota José María de Cossío en muchos de sus poemas la cultura clásica de Revilla, hijo de un profesor de literatura, por lo que son recuentes en su obra los temas humanísticos.

## Obras
- La filosofía española, 1876
- Críticas de D. Manuel de la Revilla, Burgos, Imp. de D. Timoteo Arnaiz, 1884-1885, 2 vols.
- Con Pedro de Alcántara García, Principios de literatura general e Historia de la literatura española Madrid: Tipografía del Colegio Nacional de Sordomudos y de Ciegos, 1872. Segunda edición, aumentada y completamente refundida. Madrid, 1877, 2 vols. 4º
- Obras de Manuel de la Revilla. Madrid: Ateneo Científico, Literario y Artístico, 1883. Lleva un prólogo de Antonio Cánovas del Castillo y un discurso preliminar de Urbano González Serrano.
- Obras filosóficas de Descartes. Tomo I Madrid etc.: Biblioteca Perojo, 1877
- Historia y defensa de la declaración de la prensa republicana Madrid: Imprenta de La Discusión a cargo de F.G. de Cañas, 1870.
- Dudas y tristezas: poesías. Madrid: Imprenta de Medina y Navarro, 1875. Hay una segunda edición (Madrid: librería de F. Iravedra, 1882) con una "noticia necrológico-biográfica" por Pedro de Alcantara García y un prólogo de Ramón de Campoamor.
- Cartas inéditas de D. Julián Sanz del Río publicadas por Manuel de la Revilla. Madrid: Casa Editorial de Medina y Navarro, sin año.